# Ruhí
Ruhí je název, který označuje systém studia vytvořený Bahá’í věřícími v Latinské Americe ve státě Kolumbie; v současné době je rozšířen do všech Bahá’í společenství na světě; systém je založen na sekvenci kursů a participativním přístupu; svou jednoduchostí a nenáročností snadno integruje lidi různého stupně vzdělání.